# 玉佛寺 (上海)
上海玉佛寺，也称玉佛禅寺，位于上海市普陀區安远路，是上海四大佛寺之一。

## 历史
1882年（清光绪八年），玉佛寺始建。
玉佛寺现址由可成法师于1918年开始修建，供奉普陀山慧根法师从缅甸请回的两尊玉佛，故名玉佛寺。两尊玉佛一尊是释迦坐像，另一尊是释迦卧像。
1952年，上海佛教界在寺内启建“祝愿世界和平法会”，恭请虚云法师主法。法会圆满后，虚云法师又留寺主持禅七。1955年，十世班禅来寺访问。
1966年，文革开始，玉佛禅寺受到冲击，不過两尊玉佛和许多文物都完好无损，是上海唯一完整保存下来的佛教寺院。1978年，玉佛禅寺恢复开放。2000年，玉佛寺购进原利群医院旧址，並在旧址建成玉佛禅寺后院。
2011年，入选普陀区文物保护单位。
2017年，玉佛寺因存在消防、交通、建筑结构、高密度人员集聚等多重公共安全隐患，对寺内的大雄宝殿进行平移。

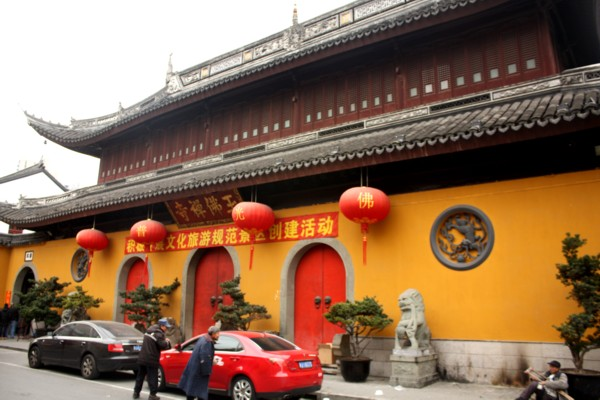
山门
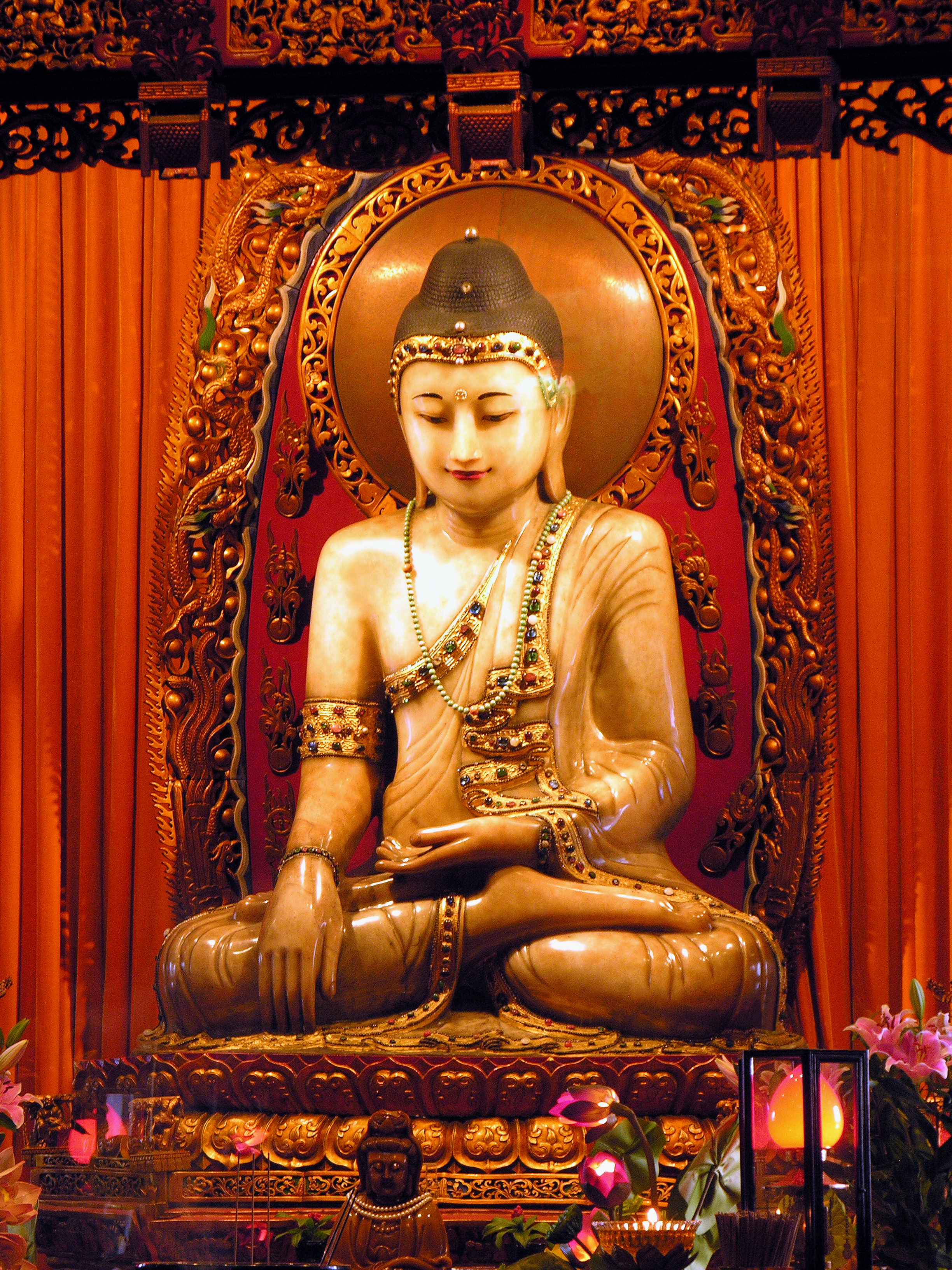
玉佛坐像
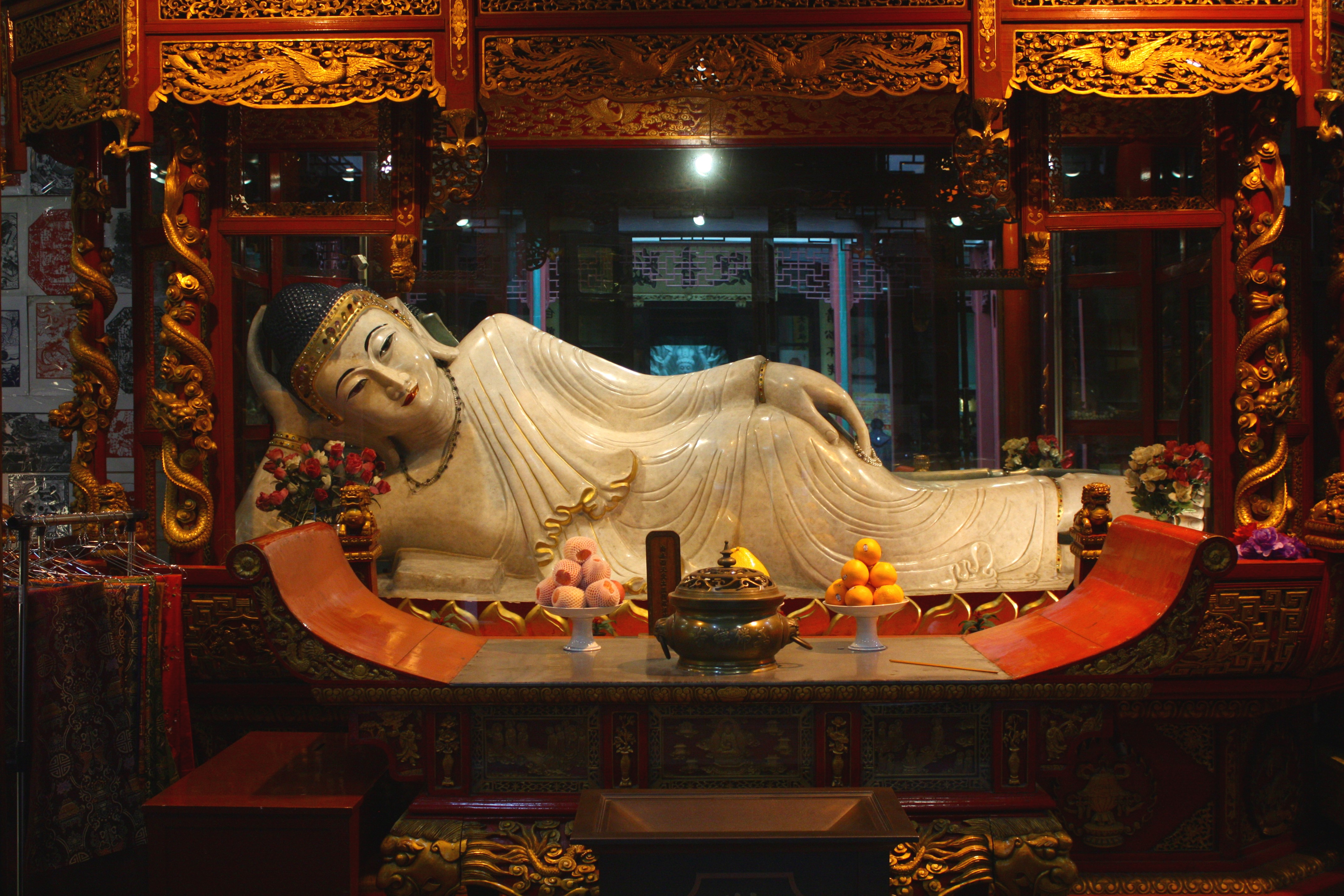
玉佛卧像
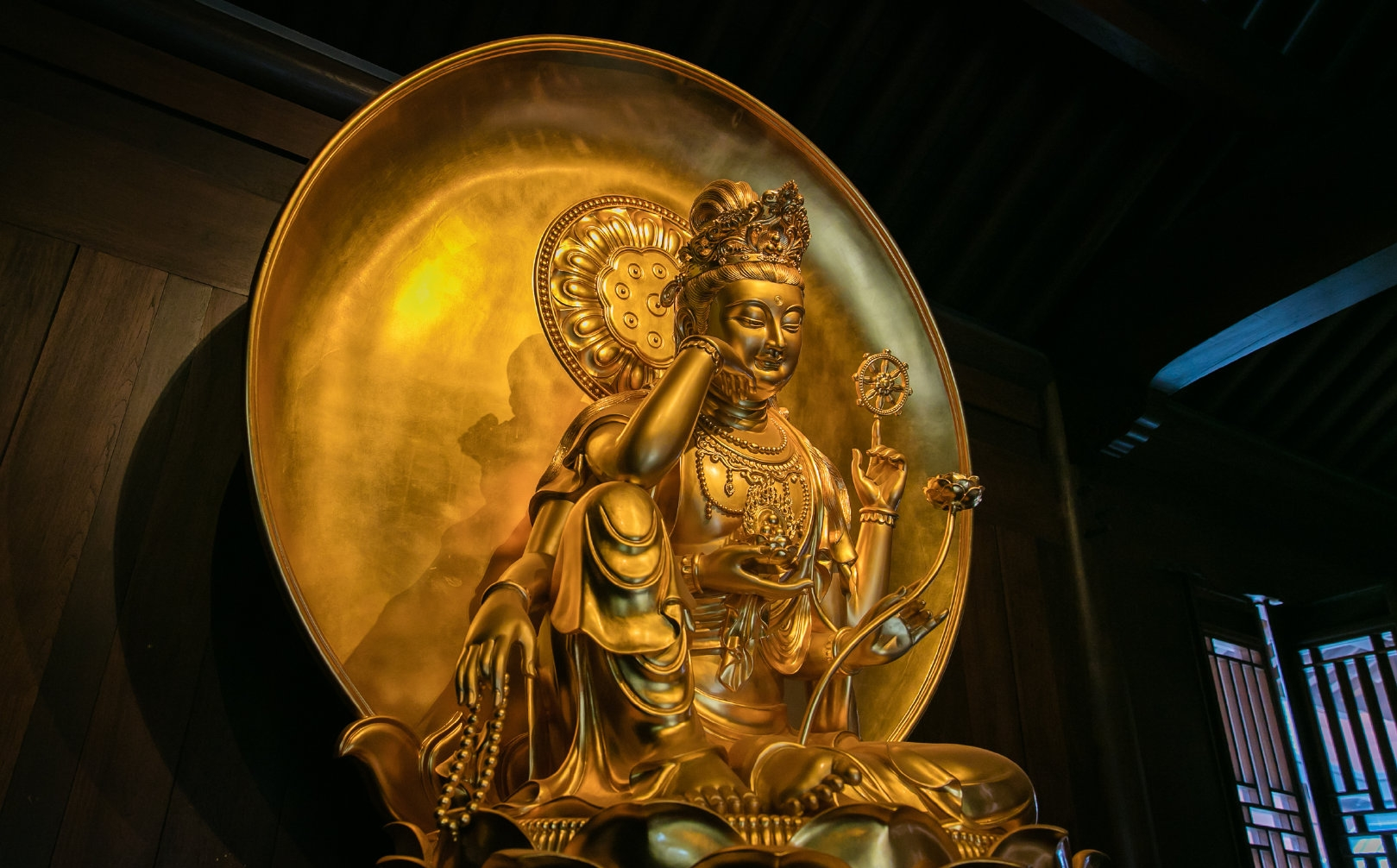
大悲殿如意轮观音像

## 创办佛学院
玉佛寺主持远尘法师礼聘震华法师前来玉佛寺筹办佛学院，并请他继任玉佛禅寺住持。1942年，5月29日，上海佛学院在玉佛寺成立。佛学院开学初，学僧约三十人，聘教师十余人。1945年佛学院曾停办，1946年春重新开学。1949年佛学院停办，期间培养了不少学僧，颇受好评。该佛学院于1983年恢复。

## 历任住持
- 释慧根（？-1900年）
- 释本照（1900年-？）
- 释宏法（？-1917年）
- 释可成（1917年-1932年）
- 释远尘（1932年-1942年）
- 释震华（1942年-1945年）
- 释止方（1945年-1947年）
- 释苇一（1947年-1949年）
- 释苇舫（1949年-1969年）
- 释真禅（1979年-1995年）
- 释觉醒（1995年-）[6]